# Iguanura asli
Iguanura asli är en enhjärtbladig växtart som beskrevs av Chong Keat Lim. Iguanura asli ingår i släktet Iguanura och familjen Arecaceae. Inga underarter finns listade i Catalogue of Life.